# Оффенберг
Оффенберг (нім. Offenberg) — громада в Німеччині, знаходиться в землі Баварія. Підпорядковується адміністративному округу Нижня Баварія. Входить до складу району Деггендорф.
Площа — 23,76 км2. Населення становить 3379 ос. (станом на 31 грудня 2020).